# Női 50 méteres hátúszás a 2017-es úszó-világbajnokságon
A 2017-es úszó-világbajnokságon a női 50 méteres hátúszás versenyszámának döntőjét Budapesten rendezték, a Duna Arénában. A győztes a brazil Etiene Medeiros lett.